# Stan Kroenke
Enos Stanley "Stan" Kroenke, född 29 juli 1947 i Columbia, Missouri, är en amerikansk entreprenör.
Den amerikanska ekonomitidskriften Forbes rankade Kroenke som världens 112:a rikaste med en förmögenhet på 18 miljarder amerikanska dollar, den 18 mars 2025.
Kroenke har byggt sin förmögenhet genom fastigheter och att äga idrottslag. Hans bolag Kroenke Sports & Entertainment äger:
- Arsenal FC (Premier League) (100%).[2]
- Colorado Avalanche (NHL)
- Denver Nuggets (NBA)
- Los Angeles Rams (NFL)
- Colorado Rapids (MLS)
- Colorado Mammoth (NLL)

Han är gift med Ann Walton Kroenke som är dotter till Bud Walton. Bud och hans äldre bror Sam Walton startade tillsammans Wal-Mart som idag är världens största detaljhandelskedja.